# 青雲油氣彈
青雲油氣彈，是一種由中華民國國家中山科學研究院研發的燃料空氣炸彈（油氣彈、真空彈），屬於航空炸彈的一種，青雲油氣彈通過高溫使易燃氣體彌散、與空氣混合，產生爆炸，破壞地面設施或對地面部隊進行殺傷，用於應對中國人民解放軍可能的攻臺計劃。